# Залізнична гілка Сентянівка — Авдакове
Закрита залізнична гілка Сентянівка – Авдакове (Орловська гілка) знаходиться в західній частині Луганської області в районі сучасного міста Брянка та найближчих околиць. До 1996 року обслуговувала промислову зону міста Брянка і прилеглої території, мала протяжність 25 км.

## Історія

### Дореволюційний період

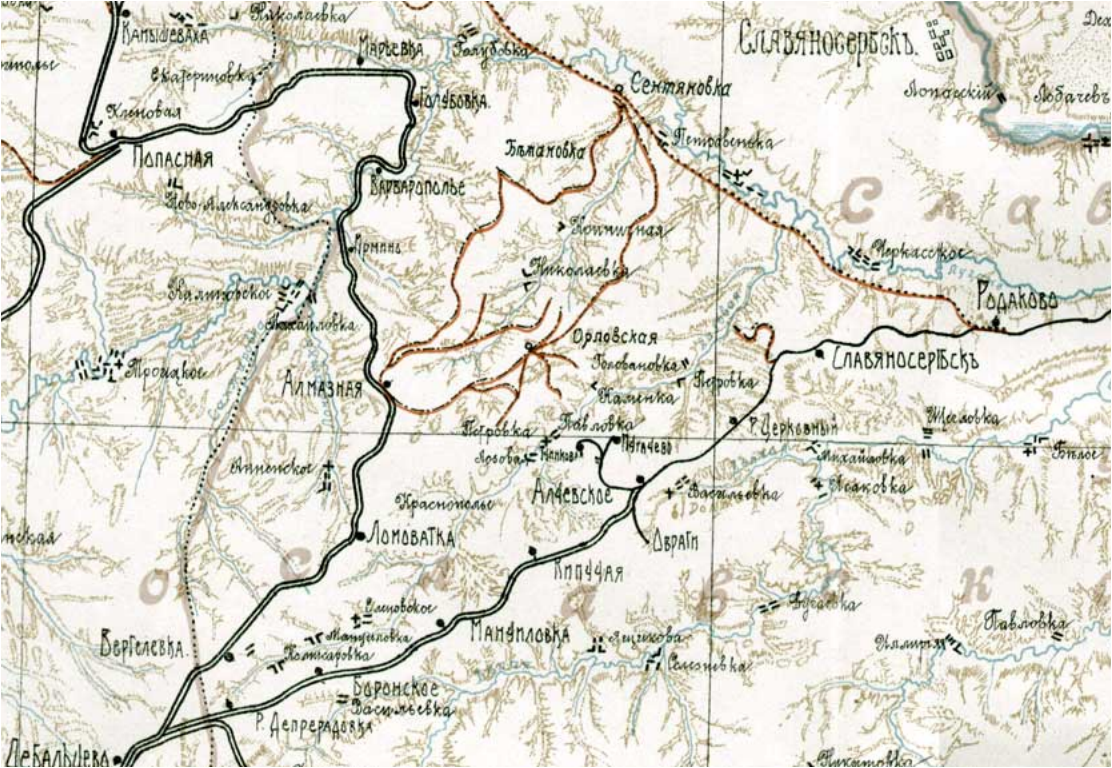
Картосхема гілок Північно-Донецької та Катерининської залізниць у трикутнику Дебальцеве - Попасна - Родакове

Гілка будувалася у 1910-1911 роках, під час будівництва основної ділянки Північно-Донецької залізниці, - Харків – Родакове. Входила до складу Сентянівських під'їзних гілок, які в 1910 році мали загальну протяжність 39 верст. Мета – обслуговування вугільних підприємств у трикутнику Слов’яносербськ – Дебальцеве – Попасна. У 1910 році станція фактично вже існувала - почалося зведення станційних будівель станції Орловська та укладання колії від станції Сентянівка в напрямі промислової зони сучасного міста Брянка.
Залізничну гілку Сентянівка – Орловська – Брянські копальні було здано до експлуатації у грудні 1911 року (Циркуляр Головного Штабу про відкриття правильного руху на ділянці Сентянівка – Орловська № 245 від 1911 року). З 1911 року станція Орловська фігурує у статистичних довідниках міністерства шляхів сполучення Російської імперії. Від Сентянівки до Орловської вже існував пасажирський рух. Втім, офіційно протягом 1911 року так звана Орловська гілка, зокрема – станція Орловська, вантажі не приймала і не відправляла.
В зиму 1911-1912 років було призначене курсування однієї пари поштових потягів Сентянівка – Орловська із місцями II, III і IV класів у пасажирських вагонах. Причому, пасажири IV класу перевозилися групами від 40 осіб і більше. Невдовзі потяги перевели до категорії «змішаних» (подібність товаро-пасажирських). Способи проїзду в них пасажирів та періодичність курсування на ділянці Сентянівка – Орловська не змінювалися до 1917 року включно. 

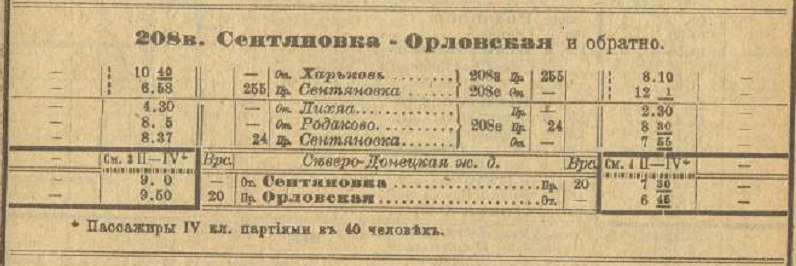
Розклад руху пасажирських потягів Сентянівка - Орловська станом на зиму 1916-1917 року

Станом на 1913 рік, станція Орловська відправила 20,6 млн. пудів (більше 370 тис. т, майже все – вугілля) і прийняла майже 2,7 млн. пудів різних вантажів. Станом на 1915-1916 роки, при станції Орловська числилися Орлово-Єленєвські та Каменські копальні товариства Криворізьких залізних руд, а також Головинський та Брусилівський рудники. На Орлово-Єленєвських копальнях знаходився склад заліза.
Стосовно станції Авдакове в районі сучасного міста Брянка, перші відомості про її існування з’являються в 1916 році. Станцію було названо на честь видатного промисловця М.С.Авдакова. Згідно зі статистичними даними Ради З’їзду гірничопромисловців півдня Росії, при станції числився Костянтинівський рудник Новосильського та Брусилівського. Вантажний рух ділянкою Орловська – Авдакове Північно-Донецької залізниці було відкрито у травні 1916 року. У вказівнику пасажирських сполучень за 1917 рік станція Авдакове вказується, хоча і без пасажирських потягів з боку Орловської, що вказує про наміри відкрити в майбутньому пасажирський рух і тут. 

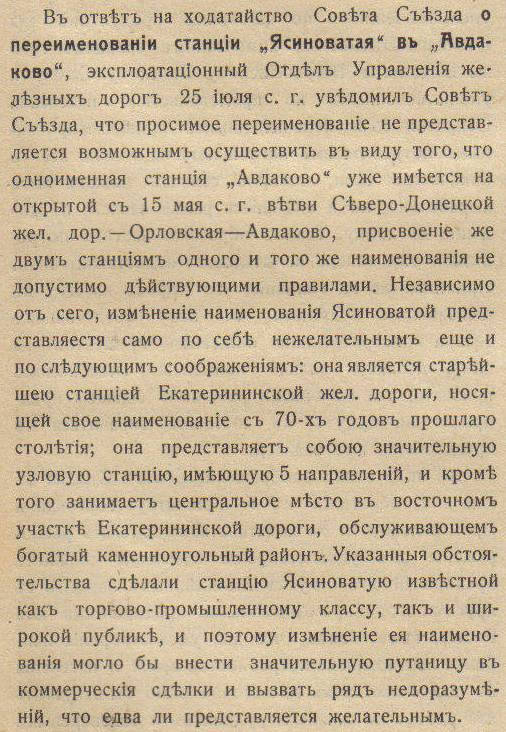
Відмова Раді З'їзду гірничопромисловців півдня Росії у перейменуванні станції Ясинувата у станцію Авдакове

Примітно, що влітку 1916 року Рада З’їзду гірничопромисловців півдня Росії клопотала про привласнення назви «Авдакове» станції Ясинувата Катерининської залізниці. Але внаслідок того, що станом на літо 1916 року станція Авдакове вже існувала, а історична назва вузлової станції Ясинувата була відомою широкому загалу, - перейменування могло внести плутанину, і Рада З’їзду отримала відмову у виконанні даного клопотання.

### Конкуренція Північно-Донецької та Катерининської залізниць
Слід зазначити, що до 1911 року вугільні підприємства у трикутнику Слов’яносербськ – Дебальцеве – Попасна обслуговували залізничні лінії Дебальцеве – Луганськ і Дебальцеве – Попасна Катерининської залізниці. Зокрема, для обслуговування вуглекопалень в районі сучасного міста Брянка було обладнано під’їзні колії протяжністю 8-10 верст від останніх до станції Алмазна Катерининської залізниці, а на самій станції примикання провели тотальну реконструкцію.
В результаті будівництва товариством Північно-Донецької залізниці гілок Сентянівка – Орловська – Авдакове («рукава»), Сентянівка – Бежанівка та під’їзних колій від цих гілок до промислових підприємств (частина із яких вже існувала і обслуговувалася Катерининською залізницею), утворилася система комунікацій, яка зв’язала Північно-Донецьку залізницю (через вищеназвані підприємства) зі станціями Алмазна, Голубівка, і навіть Алчевська (Комунарська). Така система колій не мала собі рівних за складністю, і по суті – утворювала нові з’єднувальні гілки між залізницями-конкурентами. Основним таким «ходом» слід вважати напрям Сентянівка – Орловська – Алмазна, який дозволяв потрапити з однієї залізниці на іншу без розвороту потягу.
Приватне товариство Північно-Донецької залізниці проводило гнучку політику по відношенню до клієнтів, порівняно із державною Катерининською залізницею (зокрема, були відкриті товарні контори Північно-Донецької залізниці не на станціях примикання, а на промплощадках рудників). У комплексі із меншою відстанню між Донецьким басейном і Санкт-Петербургом уздовж основної лінії Північно-Донецької залізниці, у порівнянні із відстанню уздовж лінії Попасна – Куп’янськ Катерининської залізниці, це призвело до перерозподілення потоків вугілля між залізницями.
Вугілля, яке до 1911 року спрямовувалося на Катерининську залізницю, почали видавати на Північно-Донецьку залізницю. Так, якщо в 1911 році залізницею Попасна – Куп’янськ було вивезено в північному напрямі 2,98 млн. т різних вантажів, то вже в 1912 році обсяги вивезення впали на 16,3 % - до 2,49 млн. т. Не дивлячись на загальну тенденцію до зростання обсягів вуглевидобутку, до 1917 року обсяги видачі вугілля з району сучасної Брянки на станцію Алмазна продовжували знижуватися.
Найбільші обсяги вуглевидобутку в районі сучасної Брянки протягом 1913-1915 років спостерігалися на Брянських копальнях акціонерного товариства Брянських кам’яновугільних копалень і рудників. Вони були зв’язані ширококолійною під’їзною колією зі станціями Орловська та Алмазна. Із цими ж станціями були пов’язані Кам’янська, Орловська та Орлово-Єленєвська копальні товариства акціонерного Криворізьких залізних руд. Краснопольська копальня Донецько-Юр’ївського металургійного товариства мала підвісну канатну дорогу до під’їзної колії Павлівської копальні того ж товариства із виходом на станцію Алчевська, а також з’єднувалася залізницею з кінною тягою із під’їзною колією Брянської копальні із виходом на станції Орловська та Алмазна.
Окрім забезпечення перемоги в конкурентній боротьбі з Катерининською залізницею, спорудження товариством Північно-Донецької залізниці гілки Сентянівка – Орловська – Авдакове викликало появу нових вугільних підприємств у даному секторі. Так, у 1914-1916 роках в районі станції Орловська з’явилися наступні копальні: Головинська (Н.Толмачова), Олександро-Петрівська (товариства «Йофе й Бірнбаум»), селянські копальні Головинського та Орловського товариств, Брусилівський рудник. В районі станції Авдакове відкрився Костянтинівський рудник (Новосильського та Брусилівського). По роз'їзді 9 верста гілки Сентянівка – Орловська велося навантаження вугілля Софіївської копальні (Г.Рибчинського).

### Радянський період і перша половина 90-х років ХХ століття
Після націоналізації Північно-Донецької залізниці у 1918-1921 роках проблема конкуренції Катерининської та Північно-Донецької залізниці була знята. Гілкою загального користування залишалася ділянка колії від Сентянівки до Орловської.
В перші роки радянської влади вантажообіг гілки збільшувався за рахунок зростання вуглевидобутку у відповідному регіоні. Вугілля залишалося основним вантажем даної ділянки залізниці. Рух здійснювався маневровим порядком ("у спосіб одного паровоза"), максимальна швидкість - 25 верст на годину, допустима вага поїзду - 410 т. В 1923-24 господарчому році станція Орловська відвантажила 275 тис. т вугілля, в 1924-25 році – 421 тис. т вугілля і коксу. До 1925 року (включно) станція Авдакове функціонувала як під’їзна колія станції Орловська. У 1925-26 господарчому році станція Орловська відвантажила 548 тис. т вугілля і коксу, станція Авдакове – 23,4 тис. т коксу.
Станом на 1 жовтня 1925 року, на станції Орловська працював дорожний майстер 8-го околотку Донецьких залізниць. Постачання палива на гілку здійснювалося з Красного Лиману (сучасний Лиман), гас та інші матеріали надходили із Сентянівки. По станції працювала споживча лавка № 11.
Залізничне сполучення на гілці Сентянівка – Орловська було відновлене у 1924 році у вигляді щоденного курсування 1 пари пасажирсько-товарних потягів із жорсткими вагонами в даному сполученні. До складу поїзду входив 1 багажний чотиривісний вагон і 2 жорстких двохосних вагони. Від Орловської до Сентянівки потяг йшов 1 годину. В народі називали цей потяг «трудовим». З 1926 року один із пасажирських вагонів поїзду обертався у сполученні Харків - Орловська. Восени 1929 року маршрут потягу подовжили до Авдакового, і час у дорозі збільшився до 2…2,5 год. У 1930 році у сполученні Сентянівка – Авдакове курсували вже 2 пари пасажирсько-товарних потягів, у 1934 році – 3 пари пасажирсько-товарних потягів на добу. У 1936 році ці потяги було переведено до категорії пасажирських, у 1940 році – до категорії приміських. Час у дорозі від Сентянівки до Авдакового в 1940 році займав не більше 1 години.
Після Другої Світової війни кількість пар приміських потягів від Сентянівки до Авдакового в різні роки коливалася від 1 до 3. У 1959 році, наприклад, курсував склад із 8 двохосних пасажирських вагонів («довоєнного зразку») під паровозом. У 1988 і 1996 роках – приміські дизель-потяги приписки ТЧ-3 Сентянівка та ТЧ-4 Родакове.
Вантажообіг даної ділянки залізниці тримався за рахунок роботи тамтешніх шахт. Наприклад, при станції Орловська працювали шахти № 1-1 «біс», № 8-2, ЦЗФ «Криворізька», техбаза, автобаза тощо. До середини 90-х років гілкою регулярно курсувала дрезина АС1А (без можливості проїзду пасажирів, розвозили пошту та інкасацію) за кільцевим маршрутом Попасна – Тошківка – Сентянівка – Авдакове – Стаханов (Алмазна) – Попасна. В радянські часи раз на місяць сюди приїздив вагон-клуб, раз на півроку – агітпотяг.
В 1996 році відбулися перші масштабні скасування приміських потягів, які були пов’язані із паливною кризою в Україні. Серед скасованих потягів були і 2 пари на ділянці Сентянівка – Авдакове. Після скасування приміських пасажирських потягів відпала пряма необхідність у гілці Сентянівка – Авдакове, оскільки підприємства, які залишилися при станціях Орловська і Авдакове мали під’їзні колії до станції Стаханів. Демонтаж здійснювався у 1997-1998 роках. Були демонтовані перегони Сентянівка – Орловська, Орловська – Авдакове і колійний розвиток станції Орловська.

## Роздільні пунктита зупинки
Гілка в різні часи мала чотири власні роздільні пункти із колійним розвитком:
- роз’їзд 9 верста (згадується у 1915 році, в радянські часи – з.п. 10 км або Новобудова, пасажирська зупинка – з 1937 року)[20][33][36],
- роз’їзд 14 км (13,5 км від Сентянівки, з 1932 року)[37],
- станція Орловська (22 км від Сентянівки, з 1911 року)[5] і
- станція Авдакове (кінцева, з 1916 року, пасажирське сполучення з 1929 року)[9][15][27].

Крім того, після Другої Світової війни на даній ділянці колії було відкрито пасажирські зупинні пункти без колійного розвитку:
- 4 км[32],
- 7 км (Дорожний)[32][33] і
- 16 км[33].

## Сучасний стан
Станом на 2019 рік, колійний розвиток станції Орловська, роз’їзду 14 км, а також перегони Сентянівка – 14 км, 14 км – Орловська та Орловська – Авдакове демонтовані (в районі колишньої станції Орловська проходить під’їзна колія до станції Алмазна, колишня Стаханов). Станційні будівлі станції Орловська зруйновані під фундамент. Станція Авдакове не існує, вона знаходилась трохи нижче вантажної  станції  Брянка, яка має під’їзні колії до станції Алмазна. До 2014 року станція належала ДВАТ НТУ «Стахановвантажтранс». Пасажирська будівля колишньої станції Авдакове була зруйнована до 2000 років. Рух до 2014 року під’їзними коліями в районі колишніх станції Орловська і Авдакове здійснювався вкрай рідко.